# Ліхтенштайг
Ліхтенштайг (нім. Lichtensteig) — місто  в Швейцарії в кантоні Санкт-Галлен, виборчий округ Тоггенбург.

## Географія
Місто розташоване на відстані близько 135 км на схід від Берна, 26 км на південний захід від Санкт-Галлена.
Ліхтенштайг має площу 2,8 км², з яких на 21,2% дозволяється будівництво (житлове та будівництво доріг), 31,1% використовуються в сільськогосподарських цілях, 43,8% зайнято лісами, 3,9% не є продуктивними (річки, льодовики або гори).

## Демографія
2019 року в місті мешкало 1896 осіб (-1,5% порівняно з 2010 роком), іноземців було 20,3%. Густота населення становила 672 осіб/км².
За віковим діапазоном населення розподілялося таким чином: 18,2% — особи молодші 20 років, 63% — особи у віці 20—64 років, 18,7% — особи у віці 65 років та старші. Було 906 помешкань (у середньому 2 особи в помешканні).
Із загальної кількості 660 працюючих 14 було зайнятих в первинному секторі, 232 — в обробній промисловості, 414 — в галузі послуг.